# Élisabeth Guignot
Élisabeth Dominique Lucie Guignot (Parijs, 5 augustus 1941) is een Franse actrice. Ze speelde in enkele theaterstukken maar is vooral bekend door films en haar huwelijk met Gérard Depardieu.

## Biografie
Guignot, afkomstig uit een welvarend milieu, trouwde op 11 april 1970 met de zeven jaar jongere acteur Gérard Depardieu. In 1996 scheidden ze. In deze periode noemde ze zich Élisabeth Depardieu. Ze zijn de ouders van de acteurs Guillaume (die in 2008 overleed) en Julie Depardieu.
Guignot speelde in enkele films samen met haar man. In 1984 stonden ze tegenover elkaar in Le Tartuffe, die hij ook regisseerde. In de film Jean de Florette uit 1986 speelden ze man en vouw. Op het 19e Festival Européen du Film Court de Brest (een festival voor korte films) in 2004 maakte ze deel uit van de jury.

## Filmografie
- 1967 : Des garçons et des filles
- 1970 : Les Aventures de Zadig
- 1984 : Le Tartuffe van Gérard Depardieu
- 1985 : L'Amour ou presque
- 1985 : On ne meurt que deux fois van Jacques Deray
- 1986 : Jean de Florette van Claude Berri met Yves Montand en Gérard Depardieu
- 1986 : Manon des sources (vervolg op Jean de Florette) van Claude Berri met Daniel Auteuil en Yves Montand
- 1995 : Le Garçu van Maurice Pialat met Gérard Depardieu
- 1995 : La Rivière Espérance (televisieserie)
- 1996 : Les Aveux de l'innocent
- 1997 : Bouge !
- 1997 : Héroïnes
- 1998 : Innocent
- 2001 : Pas d'histoires ! 12 regards sur le racisme au quotidien
- 2001 : Ceci est mon corps
- 2002 : Mischka
- 2004 : Julie Meyer

## Link
(en)   Élisabeth Guignot in de Internet Movie Database
- Bibliothèque nationale de France: cb13929935v (data)
- International Standard Name Identifier: 0000 0001 1950 6739
- Library of Congress Control Number: no2003012612
- MusicBrainz: b9623670-b53b-44b9-93fd-a060a40bec0c
- Nationale Bibliotheek van Tsjechië: xx0151817
- Nationale Bibliotheek van Israël: 987007438080105171
- SNAC: w65x35zf
- Système universitaire de documentation: 076687945
- Virtual International Authority File: 66152557
- WorldCat: E39PBJxxgfKbFBhqmHjDMxJCcP